# 국가동맹

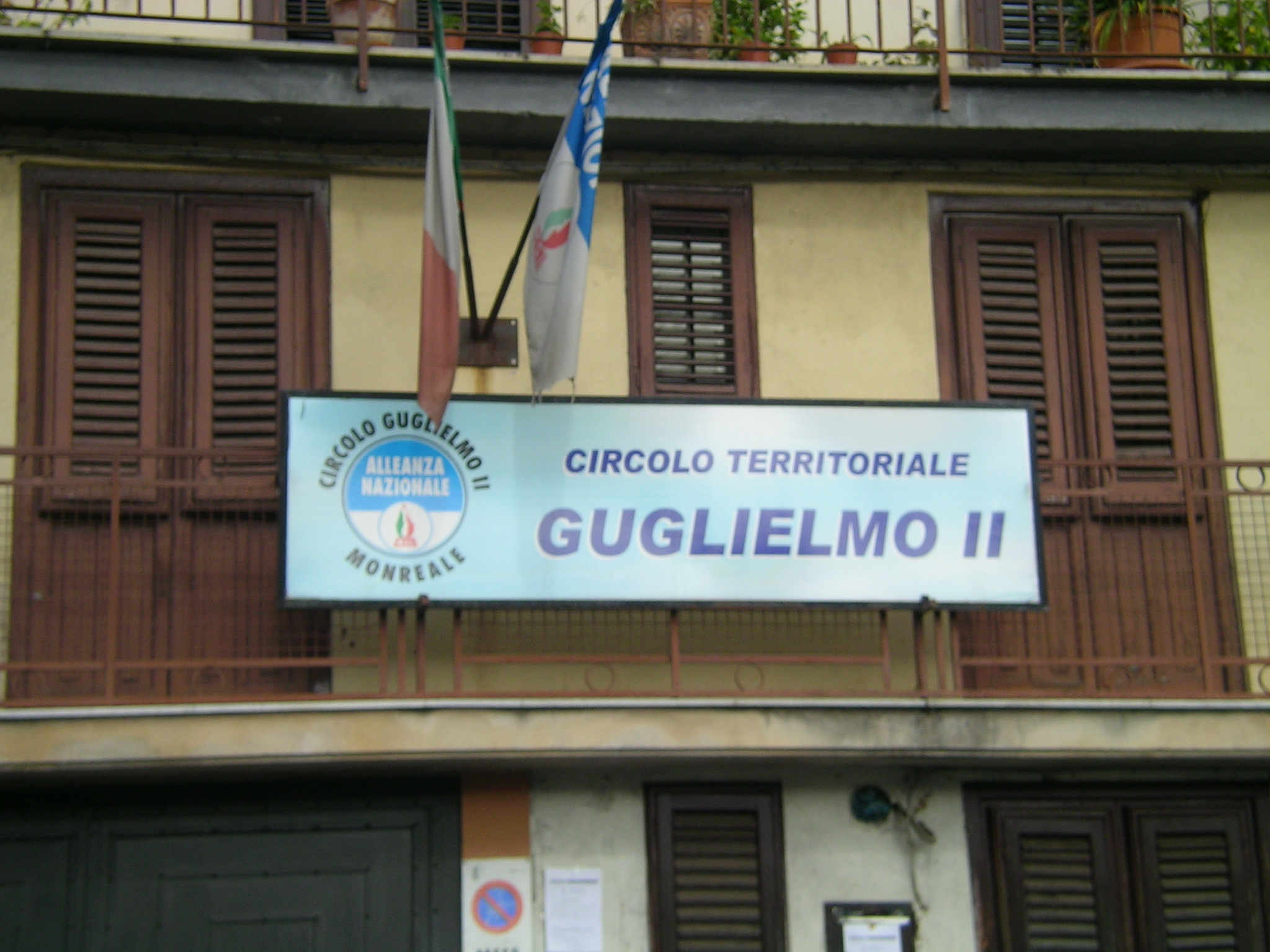

국가동맹(Alleanza Nazionale)은 이탈리아의 보수주의 정당이였다. 민족주의 정당이기는 하나, 이전 이탈리아 사회운동 시절에 있었던 파시즘 성향은 제거하였다. 2009년에 해산했다.

## 같이 보기
- 이탈리아의 정당

1. ↑  “이탈리아 개황”. 외교부 유럽국 서유럽과. 2018년 9월. 135쪽.